# Vanessa Beecroft
Vanessa Beecroft   (Gènova, 25 d'abril de 1969) és un artista d'art d'acció contemporani estatunidenca d'origen italià. També treballa amb fotografia, videoart, escultura i pintura. Moltes de les seves obres han fet ús de models professionals, de vegades en gran nombre i de vegades nues o gairebé, per posar en escena tableaux vivants. Treballa als Estats Units d'Amèrica i té la seu a Los Angeles. Els seus primers treballs es van centrar en el gènere i semblaven ser autobiogràfics; el seu treball posterior se centra en la raça. A partir del 2008 va començar a treballar amb Kanye West en col·laboracions i projectes comercials.

## Joventut i educació
Vanessa Beecroft va néixer el 25 d'abril de 1969 a Gènova (Itàlia) i es va criar a Santa Margherita Ligure i Malcesine, prop del llac de Garda. Els seus dos pares eren professors; va néixer d'una mare italiana, Maria Luisa i d'un pare britànic, Andrew Beecroft. Després de néixer, la seva família es va traslladar breument a Holland Park, a l'oest de Londres.
Els seus pares es van divorciar quan ella tenia tres anys d'edat i no va tornar a veure el seu pare ni el seu germà petit fins als 15 anys d'edat. La seva mare va criar Beecroft sola en un poble d'Itàlia en una llar vegana estricta sense cotxes, sense televisió i sense telèfon. Durant la infància, va ser hospitalitzada per menjar en excés aliments específics que es pensava que netejarien el seu cos i va lluitar amb un trastorn alimentari.
De 1988 a 1993 va assistir a l'Acadèmia Brera a Milà (Itàlia). La seva primera exposició d'art VB01 (1993) va ser en una galeria de Milà i va comptar amb una actuació amb altres estudiants de l'Acadèmia de Brera vestint la roba de Beecroft i compartint el Book of Food (Llibre de l'alimentació) de Brera, un diari que documentava el seu consum d'aliments des de 1985 i 1993. Book of Food va documentar els hàbits alimentaris bulímics de Beecroft i es va fer referència de nou en el seu treball posterior, però estava separat de les actuacions.
Es va traslladar als Estats Units d'Amèrica el 1996, per invitació del marxant d'art Jeffrey Deitch, instal·lant-se a la ciutat de Nova York.

## Art
Alguns temes comuns a l'obra inclouen l'autodisciplina (de les models), el voyeurisme i les relacions de poder. L'obra d'art de Beecroft sovint es basa en actuacions artístiques o instal·lacions amb figures humanes en viu, però també documenta les actuacions amb fotografia i vídeo; aquesta obra es troba a molts museus públics i col·leccions d'art, com ara l'Institut d'Art de Chicago, Museu d'Art Modern de Nova York (MoMA), Museu Reina Sofia, Österreichische Galerie Belvedere, Van Abbemuseum, entre d'altres.

### Acció artística VB
Moltes de les actuacions artístiques VB es van documentar al llibre de Dave Hickey VB 08-36: Vanessa Beecroft Performances (2000), i al llibre d'Emily L. Newman Female Body Image in Contemporary Art: Dieting, Eating Disorders, Self-Harm, and Fatness (2018).

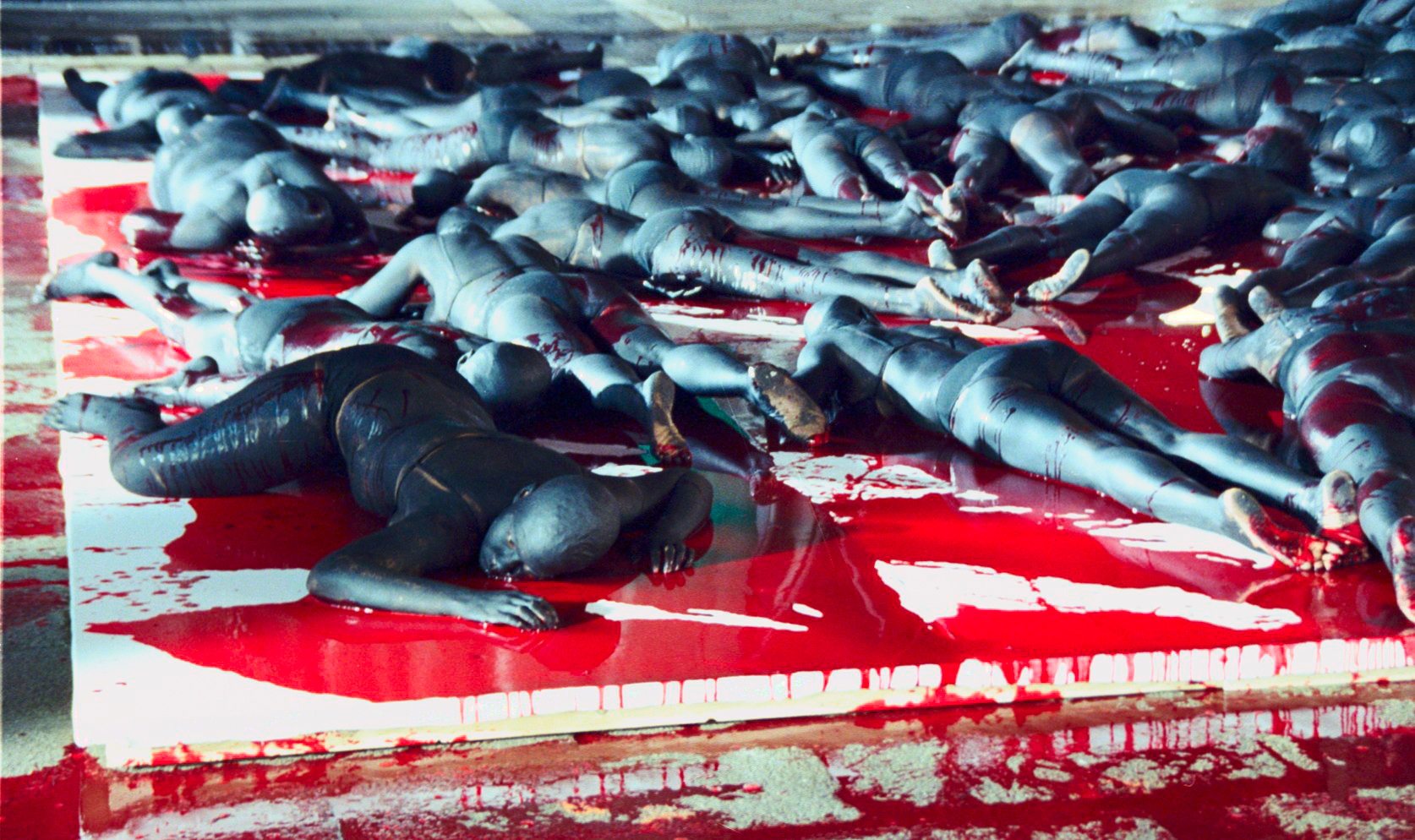
VB61, Still Death! Darfur Still Deaf?, 2007. 52a Biennal de Venècia

Les actuacions es titulaven seqüencialment. Es van imposar regles estrictes sobre el comportament de les models durant les actuacions; se les va ordenar que no interactuessin amb el públic. Les models anaven uniformades, nues o amb prou feines vestides i havien d'estar dempeus durant hores, sovint amb talons alts sense moviment ni contacte visual. Beecroft sempre va utilitzar models altes, primes i joves a les quals anomenava «noies», independentment de la seva edat. En treballs posteriors, Beecroft utilitzaria accessoris o sabates de disseny com a accessoris per a les models.
| Any  | Títol                                | Lloc d'exposició                                                                                                |
| ---- | ------------------------------------ | --- |
| 1993 | VB01 Film                            | Galleria Inga-Pin, Milà                                                                                         |
| 1994 | VB02 Jane bleibt Jane                | Galleria Fac-Simile, Milà                                                                                       |
| 1994 | VB03 Mädchen in Uniform              | Galleria Massimo De Carlo, Milà                                                                                 |
| 1994 | VB04 Nicht Versöhnt                  | Trevi Flash Art Museum, Trevi                                                                                   |
| 1994 | VB05                                 | Castello delle Serre, Rapolano Terme                                                                            |
| 1994 | VB06 R. und auch P.                  | Museu d'art contemporani de Castello di Rivoli, Rivoli                                                          |
| 1994 | VB07 Lotte                           | Andrea Rosen Gallery, Nova York                                                                                 |
| 1994 | VB08 Lotte im Kampf mit den Bergen   | P.S. 1 Contemporary Art Center, Long Island City (Nova York)                                                    |
| 1994 | VB09 Ein Blonder Traum               | Galeria Schipper & Krome, Colònia                                                                               |
| 1994 | VB10                                 | Palazzini Liberty, Milà                                                                                         |
| 1995 | VB11                                 | Galeria Analix, Gènova                                                                                          |
| 1995 | VB12                                 | Associazione Culturale Arte Nova, Pescara                                                                       |
| 1995 | VB13 Play / Replica                  | Art Basel, Basilea                                                                                              |
| 1995 | VB14                                 | Castelvetro di Modena                                                                                           |
| 1995 | VB15                                 | Fondation Cartier pour l'art contemporain, París                                                                |
| 1996 | VB16                                 | Deitch Projects, Nova York                                                                                      |
| 1996 | VB17                                 | DESTE Foundation for Contemporary Art (col·lecció Dakis Joannou), Atenes                                        |
| 1996 | VB18                                 | Musée d'art contemporain, Bordeaux                                                                              |
| 1996 | VB19                                 | Renaissance Society (Universitat de Chicago), Chicago                                                           |
| 1996 | VB20                                 | Institute of Contemporary Art, Filadèlfia                                                                       |
| 1996 | VB21                                 | Galleria Massimo De Carlo, Milà                                                                                 |
| 1996 | VB22                                 | Miu Miu Store, Nova York                                                                                        |
| 1996 | VB23                                 | Museu Ludwig, Colònia                                                                                           |
| 1996 | VB24                                 | Galerie Ghislaine Hussenot, París                                                                               |
| 1996 | VB25                                 | Stedelijk Van Abbemuseum, Eindhoven                                                                             |
| 1997 | VB26                                 | Galleria Lia Rumma, Nàpols                                                                                      |
| 1997 | VB27                                 | Galerie Analix, Ginebra                                                                                         |
| 1997 | VB28                                 | XLVII Esposizione Internazionale d'Arte, Biennal de Venècia                                                     |
| 1997 | VB29                                 | Institut international d'art contemporain, Lyon                                                                 |
| 1997 | VB30                                 | II Biennal, Santa Fé (Nou Mèxic)                                                                                |
| 1997 | VB31                                 | Institute of Contemporary Art, Boston                                                                           |
| 1997 | VB32 Germany                         | Museum Abteiberg, Mönchengladbach                                                                               |
| 1997 | VB33                                 | Institute of Contemporary Arts, Londres                                                                         |
| 1998 | VB34 Royal Opening                   | Moderna Museet, Estocolm                                                                                        |
| 1998 | VB35 Show                            | Guggenheim Museum, Nova York                                                                                    |
| 1998 | VB36                                 | Galerie füt Zeitgenössische Kunst, Leipzig                                                                      |
| 1999 | VB37                                 | Spiral / Wacoal Art Center, Tòquio                                                                              |
| 1999 | VB38                                 | Galerie Analix, Ginebra                                                                                         |
| 1999 | VB39 US Navy SEALs                   | Museum of Contemporary Art, San Diego (Califòrnia)                                                              |
| 1999 | VB40                                 | Museum of Contemporary Art Australia, Sydney                                                                    |
|      | VB41                                 | |
| 2000 | VB42 Intrepid: The Silent Service    | Intrepid Sea, Air & Space Museum, per la 2000 Biennial Exhibition del Whitney Museum of American Art, Nova York |
| 2000 | VB43                                 | Gagosian Gallery, Londres                                                                                       |
|      | VB44                                 | |
| 2001 | VB45                                 | Kunsthalle, Viena                                                                                               |
| 2001 | VB46                                 | Gagosian Gallery, Los Angeles (Califòrnia)                                                                      |
| 2001 | VB47.364.dr                          | Col·lecció Peggy del Museu Guggenheim, Venècia                                                                  |
| 2001 | VB48                                 | Palau ducal de Gênes                                                                                            |
|      | VB49                                 | |
| 2002 | VB50                                 | Biennal de São Paulo                                                                                            |
| 2002 | VB51                                 | Castell de Vinsebeck, à Steinheim (Renània del Nord)                                                            |
| 2003 | VB52 i Retrospective                 | Museu d'art contemporani del castell de Rivoli, Torí                                                            |
| 2004 | VB53 Tepidarium                      | Giardino dell'Orticultura, Florència                                                                            |
| 2004 | VB54 Terminal 5                      | TWA Flight Center (arquitecte Eero Saarinen), JFK International Airport, Nova York                              |
| 2005 | VB55                                 | Neue Nationalgalerie (dins del pabelló de vidre de Ludwig Mies van der Rohe), Berlín                            |
| 2005 | VB56                                 | A la botiga de Louis Vuitton dels Camps Elisis, París                                                           |
|      | VB57                                 | |
|      | VB58                                 | Push Button House, Collins Park, durant l'Art Basel Miami Beach                                                 |
| 2006 | VB59                                 | National Gallery, Londres                                                                                       |
| 2006 | Alphabet Concept                     | Espace Louis Vuitton, París                                                                                     |
| 2006 | VBLV                                 | 11è Art Forum, Berlín                                                                                           |
| 2007 | VB60                                 | Centre comercial Shinsegae, Seul                                                                                |
| 2007 | VB61 Still Death! Darfur Still Deaf? | Pescheria di Rialto, Venècia                                                                                    |
| 2008 | VB62                                 | Antiga església de Santa Maria dello Spasimo, Palerm                                                            |
| 2008 | VB63/VBKW                            | Ace Gallery, Los Angeles (Califòrnia), en ocasió d'una audició de l'àlbum de Kanye West 808s i Heartbreak       |
| 2009 | VB64                                 | Deitch Projects, Long Island City (Nova York)                                                                   |
| 2009 | VB65                                 | Padiglione d'Arte Contemporanea (PAC), Milà                                                                     |
| 2010 | VB66                                 | Mercato Ittico, Nàpols                                                                                          |
|      | VB67                                 | Studio Nicoli, Carrara                                                                                          |
| 2010 | VB68                                 | Museum für Moderne Kunst, Francfort                                                                             |
|      | VB69                                 | |
| 2011 | VB70 Marmi                           | Galeria Lia Rumma, Milà                                                                                         |

### Altres obres
L'octubre de 2005, Beecroft va oferir una actuació de tres hores amb motiu de l'obertura de la botiga Louis Vuitton, Espace Louis Vuitton als Camps Elisis de París. Per al mateix esdeveniment, Beecroft va col·locar models tant en blanc com en negre a les prestatgeries al costat de les bosses de Louis Vuitton com un «alfabet humà». El 2007, l'empresa Louis Vuitton es va disculpar amb el dissenyador gràfic neerlandès Anthon Beeke per imitar el seu disseny «Naked Ladies Alphabet» sense el seu consentiment.
El 2018, Beecroft i Kim Kardashian van col·laborar en una sèrie de fotografies nues de Kim Kardashian que es van mostrar a les xarxes socials per al llançament del perfum de Kardashian, que tenia una «ampolla amb forma de cos de Kardashian».

## Col·laboracions amb Kanye West
Des del 2008, Beecroft col·labora en el treball amb el raper Kanye West. Van començar a treballar junts amb una festa d'audició a Ace Gallery (Los Angeles, USA), per als àlbums de música de West 808s i Heartbreaks. El 2010, Beecroft va ser nomenada líder creativa del vídeo musical Runaway. A la gira musical de Kanye West, la gira Yeezus (octubre de 2013 - setembre de 2014), Beecroft va dissenyar els decorats i la coreografia. Beecroft va treballar en el vídeo musical dirigit per Spike Jonze de West per a la cançó del 2014 Only One.
El 2014, Beecroft va muntar i construir la cerimònia del casament de Kim Kardashian i Kanye West.
Al febrer de 2015, West es va embarcar en una carrera de disseny de moda amb «Yeezy Season 1», sota el segell Adidas i Beecroft va dirigir la presentació de l'actuació artística. Beecroft va treballar a la «Yeezy Season 2» (setembre de 2015), la «Yeezy Season 3», (febrer de 2016) i la «Yeezy Season 4» (setembre de 2016).
Beecroft va al·legar que era una empleada a temps complet de West fins al 2016, quan el seu paper va canviar i es va convertir en una contractista a temps parcial.
El 2019, va col·laborar amb West en dues actuacions artístiques basades en òperes: Nabucodonosor i Mary.

## Controvèrsies
El seu treball d'actuació sobre gènere va ser sovint criticada per ser una «declaració post-feminista sobre la moda o complaure's amb una manera corrupta de veure-la». La fotògrafa Collier Schorr va assenyalar: «Beecroft està interessada en l'estètica de com es veuen les dones quan les miren, i els seus projectes conscients del cos fomenten l'alienació entre model, artista i públic». El treball de Beecroft amb dones models nues en directe a les actuacions sovint utilitza un tipus específic de model, un amb una «idealització» occidentalitzada del cos femení; totes les models apareixen uniformement primes, altes i joves. Aquestes opcions han estat criticades com a perjudicials, distorsionades i conformes als estereotips de gènere.
Beecroft va dir en una entrevista el 2016: «He dividit la meva personalitat. Hi ha Vanessa Beecroft com a dona blanca europea, i després hi ha Vanessa Beecroft com a Kanye, un home afroamericà». El seu treball posterior tracta sobre la raça, i ha fet una sèrie de comentaris racialment insensibles a les entrevistes.
L'intent fallit de Beecroft d'adoptar bessons sudanesos va ser el tema del documental The Art Star and the Sudanese Twins (2008) de Pietra Brettkelly, que es va incloure al Concurs Mundial de Documentals de Cinema del Festival de Sundance. La pel·lícula presenta a Beecroft com una «narcisista postmoderna, colonial, colossal i hipòcrita» i narra les seves «cites perjudicials i el seu comportament espantós» mentre intenta adoptar els orfes per utilitzar-los en una exposició d'art.

## Vida personal
Vanessa Beecroft estava casada anteriorment amb el venedor Greg Durkin. Van viure junts a Cold Spring Harbor (Nova York) durant molts anys. El matrimoni va acabar en divorci. Durkin i Beecroft van tenir dos fills junts (nascuts el 2001 i el 2004).
Després es va casar amb el fotògraf Federico Spadoni. Beecroft i Spadoni tenen una filla i un fill junts (nascuts el 2009 i el 2012).

## Catàlegs d'exposició
Llista selecta de catàlegs d'exposicions de Beecroft, enumerats en ordre ascendent per any de publicació.
- Hickey, David; Beecroft, Vanessa. VB 08-36: Vanessa Beecroft Performances.  Ostfildern-Ruit: Hatje Cantz Publishers, 2000. ISBN 9783893229642.
- Beccaria, Marcella; Beecroft, Vanessa. Vanessa Beecroft Performances 1993–2003.  Milà: Skira, 2003. ISBN 88-8491-572-4. Catàleg d'exhibició d'art de Castello di Rivoli Museo d'Arte Contemporanea (octubre 2003 – gener 2004) (anglès, francès i italià).
- Kellein, Thomas. Vanessa Beecroft: Photographs, Films, Drawings.  Berlín: Hatje Cantz Publishers, 2004. ISBN 9783775715089. Catàleg d'exhibició.
- Cianchi, Lapo; Beecroft, Vanessa. VB53: Vanessa Beecroft.  Venècia: Charta; Fondazione Pitti Immagine Discovery (Itàlia), 2005. ISBN 9788881584994. Catàleg d'exhibició.
- Polier, Alexandra; Deitch, Jeffrey; Lisi, Riccardo; Beecroft, Vanessa. Vanessa Beecroft: VB LV.  Nova York: Charta, 2007. ISBN 978-8881586158.
- Beecroft, Vanessa; Di Pietrantonio, Giacinto. Vanessa Beecroft: Drawings and Paintings 1993–2007.  Milà: Electa Mondadori; Galleria d'arte Moderna e Contemporanea (Bergamo, Italy), 2007 (Cataloghi di mostre). ISBN 9788837053574. Catàleg d'exhibició.
- Di Pietrantonio, Giacinto; Beecroft, Vanessa. VB65 PAC Milano: Vanessa Beecroft.  Milà: Mondadori Electa, 2010. ISBN 978-8837071059.